# アバントグループ (企業)
株式会社アバントグループ（英: AVANT GROUP CORPORATION）は、連結会計のパッケージ・ソフトウエア「DivaSystem LCA」等の商品を擁する企業グループの持株会社。JPX日経中小型株指数の構成銘柄の一つ。

## 概要
2013年に株式会社ディーバが持株会社制へ移行するに当たり、新設会社の株式会社ディーバに事業部門を継承。グループの経営管理等、純粋持株会社機能のみ残し、株式会社アバントに商号変更。2022年10月の事業再編に伴い、現在の商号に変更した。

## 沿革
- 1997年（平成9年）5月 - 株式会社ディーバ（初代）設立。
- 2001年（平成13年）9月 - 東京都大田区大森から東京都大田区蒲田に移転。
- 2007年（平成19年）2月 - 大阪証券取引所ヘラクレス（現：ジャスダック）に上場。
- 2009年（平成21年）11月 - 株式会社インターネットディスクロージャーの全株式を取得。
- 2010年（平成22年）11月 - 東京都大田区蒲田から東京都港区港南に移転。
- 2011年（平成23年）8月 - 株式会社ディーバ・ビジネス・イノベーションを設立。
- 2012年（平成24年）10月 - （旧）株式会社ジールの事業を、子会社の（新）株式会社ジールが承継[3]。
- 2013年（平成25年）10月 - 株式会社アバントに商号変更。グループ会社管理業務以外の業務を株式会社ディーバ（2代）に新設分割し、持株会社となる[4]。
- 2016年（平成28年）6月 - 株式会社ディーバが株式会社ディーバ・ビジネス・イノベーションを吸収合併。
- 2017年（平成29年）9月 - 東京証券取引所第二部に市場変更。
- 2018年（平成30年）3月 - 東京証券取引所第一部に指定替え。
- 2021年（令和3年）3月 - 英国Metapraxis Limitedと資本・業務提携。
- 2022年（令和4年）4月 - 東京証券取引所の市場区分の見直しにより、市場第一部からプライム市場へ移行。
- 2022年（令和4年）10月 - 事業再編に伴い、株式会社アバントグループへ商号変更。
- 2024年（令和6年）8月 - Cygnet Infotech Private Limitedとの共同出資による合弁会社DivaCygnet Private Limited(現連結子会社)をインド・ムンバイに設立。

## 関連会社
- 株式会社アバント
- 株式会社インターネットディスクロージャー
- 株式会社ジール
- 株式会社ディーバ
- 株式会社VISTA

## 参照元
1. ↑  JPX日経中小型株指数構成銘柄一覧　(2021年9月30日時点） jpx.co.jp 2021年10月4日公表 2021年10月8日閲覧。
2. ↑  “当社グループの組織再編（連結子会社間の会社分割）の方針の決定、当社の商号の変更及び定款の一部変更並びに連結子会社の商号変更に関するお知らせ”. 2023年8月22日閲覧。
3. ↑  会社分割（吸収分割）による事業承継に関する吸収分割契約締結のお知らせ
4. ↑  会社分割による持株会社体制への移行及び商号の変更並びに定款変更に関するお知らせ